# Wolfhart Unte
Wolfhart Unte (né le 4 février 1938 à Berlin et mort le 10 décembre 2014 dans la même ville) est un philologue classique et bibliothécaire allemand.

## Biographie
Après avoir obtenu son diplôme du lycée Empereur-Guillaume d'Hanovre à Pâques 1959, il étudie d'abord la botanique, la zoologie et la philologie classique à l'Université de Tübingen, et depuis le semestre d'hiver 1959/60 la philologie classique, la philosophie et l'histoire à l'Université libre de Berlin. En janvier 1966, il réussit l'examen d'État de latin et de grec. Le 19 août 1968, il obtient son doctorat auprès de Hans Schwabl (de) et Franco Munari (de).
Il suit ensuite la formation pour le service supérieur de la bibliothèque et est de 1970 à 1978 chef du département d'indexation des matières de la bibliothèque universitaire de l'Université libre de Berlin (de), puis également spécialiste des matières pour les études classiques.
Il produit des publications scientifiques principalement sur l'histoire de la philologie classique avec un accent sur les universitaires des universités de Berlin et de Breslau.

## Publications (sélection)
- Studien zum homerischen Apollonhymnos, Berlin 1968 (= Dissertation)
- Berliner Klassische Philologen im 19. Jahrhundert. In: Willmuth Arenhövel, Christa Schreiber (Herausgeber): Berlin und die Antike. Aufsätze. Architektur, Kunstgewerbe, Malerei, Skulptur, Theater und Wissenschaft vom 16. Jahrhundert bis heute. Berlin 1979, S. 9–67
- mit Helmut Rohlfing: Quellen für eine Biographie Karl Otfried Müllers (1797–1840). Bibliographie und Nachlaß, Hildesheim u. a. 1997,  (ISBN 3-487-10497-0)
- Die Briefe des Breslauer Verlegers Josef Max an Karl Otfried Müller, St. Katharinen 2000,  (ISBN 3-89590-099-0)
- Heroen und Epigonen. Gelehrtenbiographien der klassischen Altertumswissenschaft im 19. und 20. Jahrhundert, St. Katharinen 2003,  (ISBN 3-89590-134-2) (= gesammelte kleine Schriften; mit Schriftenverzeichnis)